# Prêmio ACIE de Cinema
O Prêmio ACIE de Cinema foi uma premiação anual promovida pela Associação de Correspondentes de Imprensa Estrangeira no Brasil (ACIE) com o intuito de prestigiar os profissionais do cinema brasileiro que se destacaram em um determinado ano. Criado em 2004 pelo então presidente da ACIE, Michel Astor, o prêmio foi inspirado no Golden Globes Awards, conferido pela  The Hollywood Foreign Press Association .

## Premiação
O prêmio foi criado em 2004 pela Associação de Correspondentes de Imprensa Estrangeira no Brasil, a ACIE. Idealizado pelo Presidente da ACIE, Michael Astor, correspondente da Associated Press, o prêmio foi inspirado nos Golden Globe Awards atribuídos pela Hollywood Foreign Press Association.
A cada edição, os longas-metragens lançados comercialmente nas salas de cinema do Brasil no ano anterior à cerimônia são avaliados pela Comissão de Premiação, formada pelos correspondentes e parceiros internacionais da ACIE. Eles assistem a todas as produções e elegem quatro finalistas em cada uma das nove categorias competitivas: filme de ficção, direção, atriz, ator, documentário, fotografia, roteiro, trilha sonora e blockbuster Brasil. Esta última categoria, criada na edição de 2012, premia os filmes que alcançaram mais de um milhão de espectadores no cinema.

## Cerimônia
A cerimônia ocorria no Centro Cultural Banco do Brasil (CCBB), no Rio de Janeiro, reunindo os indicados e outros profissionais da indústria audiovisual brasileira. Todos os filmes finalistas nas categorias de premiação participavam de uma mostra especial, no próprio CCBB. Essa exibição era aberta aos integrantes da ACIE e também para o público, que podia participar da votação da categoria de Melhor Filme do Júri Popular.
Na noite de abertura da mostra, era realizada uma pré-estreia de um longa-metragem ainda inédito nos cinemas e após a exibição era realizada uma discussão com o diretor, atores e equipe da produção escolhida. A cada edição um associado da ACIE era homenageado pela divulgação da cultura brasileira com o Prêmio RioFilme, escolhido pela própria RioFilme com base nas matérias submetidas pelos jornalistas, veiculadas em jornais, revistas, TV, internet ou rádio, no ano anterior.

### Votação
Após assistirem os filmes da mostra, os correspondentes internacionais associados da ACIE votam, através da internet, em seus preferidos para cada categoria. Os vencedores são revelados na cerimônia de premiação.

## O Troféu
Os vencedores de cada categoria da premiação recebem um troféu idealizado pelo designer de joias Antonio Bernardo, o qual possui longa carreira participando da criação de itens que compõem o figurino de diversas novelas e filmes. A imagem do cone de projeção do cinema foi a inspiração inicial para a idealização do troféu, feito totalmente em material acrílico. O cone é o símbolo do poder de transposição dos espectadores para os diversos universos retratados nos filmes premiados.

## Categorias premiadas
- Melhor Filme
- Melhor Direção
- Melhor Ator
- Melhor Atriz
- Melhor Roteiro
- Melhor Fotografia
- Melhor Trilha Sonora
- Melhor Documentário
- Blockbuster Brasil
- Prêmio do Júri Popular

### Vencedores do prêmio especial pelo conjunto da obra
| Year | Recipient           |
| ---- | ------------------- |
| 2007 | Eduardo Coutinho    |
| 2008 | Paulo José          |
| 2009 | Domingos Oliveira   |
| 2010 | Carlos Manga        |
| 2011 | Carlos Diegues      |
| 2012 | Fernando Meirelles  |
| 2013 | Fernanda Montenegro |

## Edições
- Prêmio ACIE de Cinema 2013
- Prêmio ACIE de Cinema 2012
- Prêmio ACIE de Cinema 2011
- Prêmio ACIE de Cinema 2010
- Prêmio ACIE de Cinema 2009
- Prêmio ACIE de Cinema 2008
- Prêmio ACIE de Cinema 2007
- Prêmio ACIE de Cinema 2006
- Prêmio ACIE de Cinema 2005
- Prêmio ACIE de Cinema 2004